# 陳就
陳 就（ちん しゅう、? - 208年）は、中国後漢時代末期の武将。

## 正史の事跡
| 姓名         | 陳就                         |
| 時代         | 後漢時代                     |
| 生没年       | 生年不詳 - 208年（建安13年） |
| 字・別号     | 〔不詳〕                     |
| 出身地       | 〔不詳〕                     |
| 職官         | 都督                         |
| 爵位・号等   | -                            |
| 陣営・所属等 | 劉表                         |
| 家族・一族   | 〔不詳〕                     |

劉表軍の黄祖配下。都督の地位に在り、水軍を率いた。建安13年（208年）、孫権の軍勢が江夏を攻撃して来ると、陳就は黄祖から先鋒を命じられ、孫権軍を迎撃した。しかし、孫権軍の先鋒呂蒙の猛攻の前に敗北し、その首級を獲られてしまう。
陳就の死を聞いた黄祖は慌てて江夏城を捨てて逃亡したが、孫権軍の追撃を受けて討ち取られ、ここに黄祖の勢力はついに滅亡した。

## 物語中の陳就
小説『三国志演義』も史実同様で、同僚の鄧龍と共に呉軍を迎え撃つ。しかし乱戦の中において、呂蒙に一振りで斬り倒されている。